# Hypoctonus kraepelini
Hypoctonus kraepelini är en spindeldjursart som beskrevs av Simon 1901. Hypoctonus kraepelini ingår i släktet Hypoctonus och familjen Thelyphonidae. Inga underarter finns listade i Catalogue of Life.